# ニコラ・イズアール
ニコラ・イズアール（仏語：Nicolas Isouard,馬語：Nicolò Isouard *1775年12月6日 マルタ島中部モスタ - †1818年3月23日 パリ）はマルタ出身の作曲家で、フランスに進出した。
ヴァレッタでフランチェスコ・アゾパルディに、パレルモでジュゼッペ・アメンドーラに、さらにナポリでニコラ・サラとピエトロ・アレッサンドロ・グリエルミに師事。1795年より聖ヨハネ騎士団系のサン・ジョヴァンニ・デ・ジェルザレメ教会にオルガニストとして就任。その後パリに移住し、フリーランスの作曲家として生計を立てた。下記の通り、舞台音楽、とりわけ歌劇が多いが、ほかにミサ曲やモテット、カンタータ、歌曲も作曲した。死後にロッシーニの名声に隠れたことにより、現在でも評価が定まっているとは言いがたいが、ケルビーニやメユールらと並んで、19世紀初頭のフランス・オペラの重鎮のひとりである。

## 作品一覧
- 歌劇《マルターティへの警告 L'Avviso a Maritati 》 1794年
- オペラ・セリア《ペルシャ王アルタセルセ Artaserse, re di Persia 》
- ボーマルシェによるオペラ・ブッファ《セビリアの理髪師 Il barbiere di Siviglia 》1796年
- 喜劇《 Rinaldo d'Asti 》 1796年
- オペラ・ブッファ《戦いの座興 L'improvvisata in campagna 》 1797年
- 音楽喜劇《二人の欲張り I due avari 》 1797年
- オペラ・コミック《樽職人 Il bottaio 》1798年
- 音楽喜劇《アルバキアラ男爵 Il barone d'Alba chiara 》 1798年
- 英雄悲劇《 Ginevra di Scozia 》 1798年
- 歌劇《 Le Petit Page ou La Prison d'état 》 1800年
- 歌劇《 Flaminius à Corinthe 》 1801年
- オペラ・コミック《立場、またはけちな女 La Statue ou La Femme avare 》 1802年
- 歌劇《天使ミカエル Michel-Ange 》 1802年
- 歌劇《 Les Confidences 》 1803年
- オペラ・コミック《 Le Baiser et la quittance ou Une aventure de garnison 》1803年
- オペラ・ブッファ《トルコの医者 Le Médecin turc 》 1803年
- 歌劇《 L'Intrigue aux fenêtres 》 1805年
- 歌劇《 La ruse inutile ou Les Rivaux par convention 》 1805年
- 歌劇《 Léonce ou Le Fils adoptif 》 1805年
- オペラ・コミック《 La Prise de Passaw 》 1806年
- 音楽入り喜劇《 Le Déjeuner de garçons 》1806年
- オペラ・コミック《イダラ、または女スルタン Idala ou La Sultane 》 1806年
- オペラ・ブッファ《金持ちのランデブー Les Rendez-vous bourgeois 》 1807年
- オペラ・コミック《 Les Créanciers ou Le Remède à la goutte 》 1807年
- オペラ・コミック《 Un jour à Paris ou La Leçon singulière 》 1808年
- オペラ・コミック《チマローザ Cimarosa 》 1808年
- オペラ・コミック《 Zélomir ou L'Intrigue au sérail 》 1809年
- シャルル・ペロー原作のおとぎ話オペラ《シンデレラ Cendrillon 》 1810年
- オペラ・コミック《芸術の犠牲者、または家族の運命 La Victime des arts ou La Fête de famille 》 1811年
- オペラ・コミック《村祭り、または陽気な兵士 La Fête de village ou L'Heureux militaire 》 1811年
- オペラ・コミック《富くじ Le Billet de Loterie 》1811年
- オペラ・コミック《魔術のできない魔術師 Le Magicien sans magie 》1811年
- オペラ・コミック《リュリとキノー、もしくはありえない昼食 Lulli et Quinault ou Le Déjeuner impossible 》1812年
- 歌劇《 Le Prince de Catane 》1813年
- オペラ・コミック《ヴェネツィアのフランス男 Le Français à Venise 》1813年
- オペラ・コミック《 Bayard à Mézières ou Le Siège de Mézières 》1814年
- オペラ・コミック《 Joconde ou Les Coureurs d'aventures 》1814年
- オペラ・コミック《ジャンノとコラン Jeannot et Colin 》1814年
- オペラ・コミック《二人の夫 Les Deux Maris 》1816年
- オペラ・コミック《一方から他方へ、または移動 L'Une pour l'autre ou L'Enlèvement 》1816年
- メルヘンオペラ《アラジン、または魔法のランプ Aladin ou La Lampe merveilleuse 》1822年
- 歌劇《ある夜のグスタフ・ヴァーサ Une nuit de Gustave Wasa 》 1825年